# Championnats de Grèce de cyclisme sur route
Les championnats de Grèce de cyclisme sur route sont organisés tous les ans.

## Hommes

### Podiums de la course en ligne

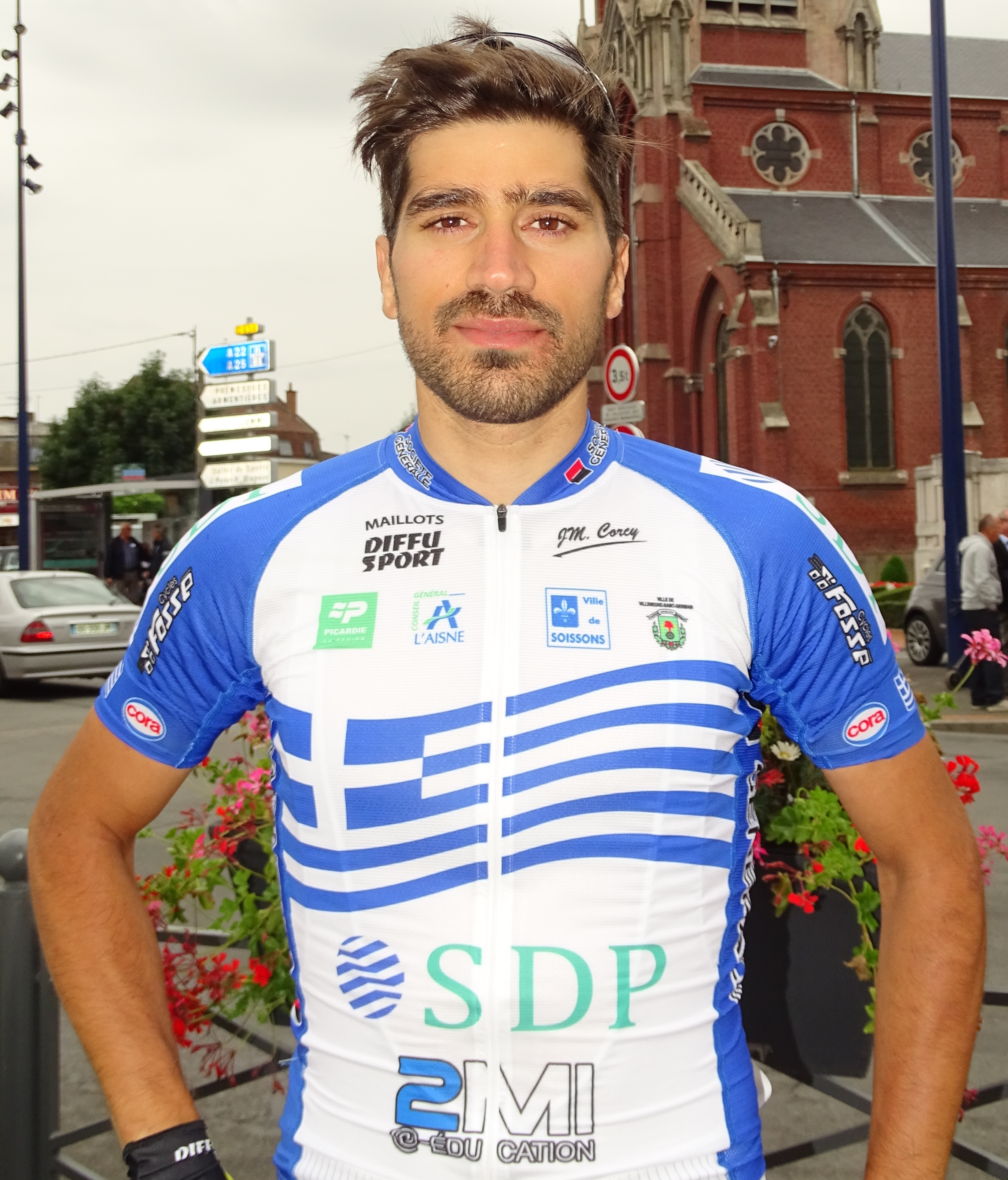
Polychrónis Tzortzákis arborant son maillot de champion de Grèce sur route lors du Grand Prix de la ville de Pérenchies 2015.

| Année | Vainqueur               | Deuxième                        | Troisième                       |
| ----- | ----------------------- | ------------------------------- | ------------------------------- |
| 1947  | Pétros Leonídis         |                                 |                                 |
| 1949  | Evángelos Kouvélis (el) |                                 |                                 |
| 1950  | Pétros Leonídis         |                                 |                                 |
| 1968  | Ger Raftópoulos         |                                 |                                 |
| 1969  | Achilléas Xýkis         |                                 |                                 |
| 1971  | Pantelís Xanthídis      |                                 |                                 |
| 1972  | Nikólaos Louloúkos      | Michaíl Koúntras                | Stélios Váskos                  |
| 1973  | Nikólaos Louloúkos      |                                 |                                 |
| 1974  | Stélios Váskos          | Nikólaos Louloúkos              | Thomás Timamópoulos             |
| 1975  | Résultats inconnus      | Résultats inconnus              | Résultats inconnus              |
| 1976  | Stélios Váskos          |                                 |                                 |
| 1978  | Kanéllos Kanellópoulos  |                                 |                                 |
| 1979  | Nikólaos Louloúkos      |                                 |                                 |
| 1980  | Kanéllos Kanellópoulos  |                                 |                                 |
| 1981  | Stélios Váskos          |                                 |                                 |
| 1982  | Kanéllos Kanellópoulos  |                                 |                                 |
| 1983  | Geórgios Maniátis       |                                 |                                 |
| 1984  | Kanéllos Kanellópoulos  |                                 |                                 |
| 1985  | Kanéllos Kanellópoulos  |                                 |                                 |
| 1986  | Geórgios Loukópoulos    |                                 |                                 |
| 1987  | Kanéllos Kanellópoulos  | Geórgios Leventákis             | Geórgios Katsélis               |
| 1988  | Ioánnis Vougiouklális   |                                 |                                 |
| 1989  | Geórgios Katsélis       |                                 |                                 |
| 1990  | Ioánnis Vougiouklális   |                                 |                                 |
| 1991  | Loúkas Katapódis        |                                 |                                 |
| 1992  | Fótis Tsimítrias        |                                 |                                 |
| 1993  | Geórgios Maniátis       |                                 |                                 |
| 1994  | Ioánnis Vougiouklális   |                                 |                                 |
| 1995  | Loúkas Katapódis        | Michális Farantákis             | Vasílis Anastópoulos            |
| 1996  | Geórgios Leventákis     |                                 |                                 |
| 1997  | Geórgios Maniátis       | Panayótis Marentákis            | Elpidofóros Potourídis          |
| 1998  | Elpidofóros Potourídis  |                                 |                                 |
| 1999  | Panayótis Marentákis    |                                 |                                 |
| 2000  | Vasílis Anastópoulos    | Panayótis Marentákis            | Iosíf Dalézios                  |
| 2001  | Vasílis Anastópoulos    | Panayótis Marentákis            | Márkos Moraïtákis               |
| 2002  | Márkos Moraïtákis       | Andréas Markakis                | Dimítris Dimitrakópoulos        |
| 2003  | Panayótis Marentákis    | Iosíf Dalézios                  | Manólis Kotoúlas                |
| 2004  | Vasílis Anastópoulos    | Mínas Malátos                   | Vasileios Krommýdas             |
| 2005  | Vasílis Anastópoulos    | Elpidofóros Potourídis          | Ioánnis Tamourídis              |
| 2006  | Ioánnis Tamourídis      | Oréstis Andriótis               | Vasílis Anastópoulos            |
| 2007  | Periklís Ilías          | Nikólaos Kaloudákis             | Geórgios Téntsos                |
| 2008  | Nikólaos Kaloudákis     | Geórgios Skalidákis             | Aléxandros Mavrídis             |
| 2009  | Ioánnis Drakákis        | Dimítrios Nkalioúris            | Vasílis Anastópoulos            |
| 2010  | Ioánnis Tamourídis      | Polychrónis Tzortzákis          | Neófytos Sakellarídis-Mángouras |
| 2011  | Ioánnis Tamourídis      | Neófytos Sakellarídis-Mángouras | Polychrónis Tzortzákis          |
| 2012  | Ioánnis Drakákis        | Geórgios Boúglas                | Charálampos Kastrantás          |
| 2013  | Ioánnis Tamourídis      | Geórgios Boúglas                | Apóstolos Boúglas               |
| 2014  | Geórgios Boúglas        | Apóstolos Boúglas               | Ioánnis Tamourídis              |
| 2015  | Polychrónis Tzortzákis  | Ioánnis Tamourídis              | Stylianós Farantákis            |
| 2016  | Ioánnis Tamourídis      | Polychrónis Tzortzákis          | Stylianós Farantákis            |
| 2017  | Charálampos Kastrantás  | Stylianós Farantákis            | Polychrónis Tzortzákis          |
| 2018  | Polychrónis Tzortzákis  | Stylianós Farantákis            | Charálampos Kastrantás          |
| 2019  | Stylianós Farantákis    | Polychrónis Tzortzákis          | Periklís Ilías                  |
| 2020  | Periklís Ilías          | Stylianós Farantákis            | Polychrónis Tzortzákis          |
| 2021  | Geórgios Boutópoulos    | Nikólaos Drákos                 | Panagiótis Christópoulos        |
| 2022  | Geórgios Boúglas        | Panagiótis Christópoulos        | Polychrónis Tzortzákis          |
| 2023  | Geórgios Boúglas        | Nikólaos Drákos                 | Charálampos Kastrantás          |
| 2024  | Nikifóros Arvanítou     | Geórgios Boúglas                | Emiliáno Víla                   |
| 2025  | Nikifóros Arvanítou     | Geórgios Boúglas                | Miltiádis Giannoútsos           |

Multi-titrés
- 6 : Kanéllos Kanellópoulos
- 5 : Ioánnis Tamourídis
- 4 : Vasílis Anastópoulos
- 3 : Ioánnis Vougiouklális, Nikólaos Louloúkos, Stélios Váskos
- 2 : Nikifóros Arvanítou, Geórgios Boúglas, Polychrónis Tzortzákis, Panayótis Marentákis, Periklís Ilías, Ioánnis Drakákis, Panayótis Marentákis, Geórgios Maniátis, Loúkas Katapódis, Geórgios Maniátis, Stélios Váskos, Nikólaos Louloúkos, Pétros Leonídis

### Podiums du contre-la-montre
| Année | Vainqueur              | Deuxième                        | Troisième                       |
| ----- | ---------------------- | ------------------------------- | ------------------------------- |
| 1996  | Váios Liákos           |                                 | Geórgios Maniátis               |
| 1997  | Geórgios Maniátis      | Váios Liákos                    | Panagiótis Lékkas               |
| 1998  | Stéfanos Lyrantonákis  | Panagiótis Lékkas               | Elpidofóros Potourídis          |
| 1999  | Panagiótis Lékkas      |                                 |                                 |
| 2000  | Ioánnis Tamourídis     |                                 |                                 |
| 2001  | Vasílis Anastópoulos   | Iosíf Dalézios                  | Panagiótis Lékkas               |
| 2002  | Iosíf Dalézios         | Vasílis Anastópoulos            | Elpidofóros Potourídis          |
| 2003  | Ioánnis Tamourídis     | Vasílis Anastópoulos            | Elpidofóros Potourídis          |
| 2004  | Elpidofóros Potourídis | Vasílis Anastópoulos            | Mínas Malátos                   |
| 2005  | Ioánnis Tamourídis     | Elpidofóros Potourídis          | Vasílis Anastópoulos            |
| 2006  | Elpidofóros Potourídis | Iosíf Dalézios                  | Geórgios Téntsos                |
| 2007  | Geórgios Téntsos       | Sotírios Exarchópoulos          | Vasílis Anastópoulos            |
| 2008  | Iosíf Dalézios         | Geórgios Tzortzákis             | Elpidofóros Potourídis          |
| 2009  | Ioánnis Tamourídis     | Vasílis Anastópoulos            | Iosíf Dalézios                  |
| 2010  | Ioánnis Tamourídis     | Emmanouíl Daskalákis            | Periklís Ilías                  |
| 2011  | Ioánnis Tamourídis     | Panagiótis Exarchópoulos        | Pávlos Chalkiópoulos            |
| 2012  | Ioánnis Tamourídis     | Polychrónis Tzortzákis          | Neófytos Sakellarídis-Mángouras |
| 2013  | Ioánnis Tamourídis     | Neófytos Sakellarídis-Mángouras | Polychrónis Tzortzákis          |
| 2014  | Polychrónis Tzortzákis | Ioánnis Tamourídis              | Neófytos Sakellarídis-Mángouras |
| 2015  | Ioánnis Tamourídis     | Neófytos Sakellarídis-Mángouras | Ioánnis Spanópoulos             |
| 2016  | Ioánnis Tamourídis     | Polychrónis Tzortzákis          | Geórgios Boúglas                |
| 2017  | Polychrónis Tzortzákis | Charálampos Kastrantás          | Stylianós Farantákis            |
| 2018  | Stylianós Farantákis   | Polychrónis Tzortzákis          | Charálampos Kastrantás          |
| 2019  | Polychrónis Tzortzákis | Geórgios Boúglas                | Miltiádis Giannoútsos           |
| 2020  | Polychrónis Tzortzákis | Aléxandros Avdélas              | Panagiótis Karatsivís           |
| 2021  | Polychrónis Tzortzákis | Alex Mengoulas                  | Dimítrios Christákos            |
| 2022  | Periklís Ilías         | Miltiádis Giannoútsos           | Geórgios Boúglas                |
| 2023  | Miltiádis Giannoútsos  | Polychrónis Tzortzákis          | Nikifóros Arvanítou             |
| 2024  | Polychrónis Tzortzákis | Miltiádis Giannoútsos           | Geórgios Boúglas                |
| 2025  | Geórgios Boúglas       | Miltiádis Giannoútsos           | Konstantínos Berdémpes          |

Multi-titrés
- 10 : Ioánnis Tamourídis
- 6 : Polychrónis Tzortzákis
- 2 : Iosíf Dalézios, Elpidofóros Potourídis

## Femmes

### Podiums de la course en ligne
| Année | Vainqueur              | Deuxième                 | Troisième                |
| ----- | ---------------------- | ------------------------ | ------------------------ |
| 2000  | Eleftheria Ellinikaki  | Anastasia Pastourmatzi   | Eleni Diakaki            |
| 2001  | Eleni Diakaki          | Chalime Giourbouz        | Eleni Govina             |
| 2002  | Eleftheria Ellinikaki  | Anastasia Pastourmatzi   | Ntonka Driva Balampanova |
| 2003  | Eleftheria Ellinikaki  | Marina Paragiou          | Ntonka Driva Balampanova |
| 2005  | Anastasia Pastourmatzi | Chalime Giourbouz        | Elissavet Chantzi        |
| 2006  | Anastasia Pastourmatzi | Elissavet Chantzi        | Michali Tsavari Eleni    |
| 2007  | Anastasia Pastourmatzi | Elissavet Chantzi        | Michali Tsavari Eleni    |
| 2008  | Anastasia Pastourmatzi | Elissavet Chantzi        | Athina Chatzistyli       |
| 2009  | Elissavet Chantzi      | Athina Chatzistyli       | Dimitra Plesioti         |
| 2010  | Elissavet Chantzi      | Michali Tsavari Eleni    | Athina Chatzistyli       |
| 2011  | Elissavet Chantzi      | Michali Tsavari Eleni    | Varvara Fasoi            |
| 2012  | Elissavet Chantzi      | Argyro Milaki            | Varvara Fasoi            |
| 2013  | Michali Tsavari Eleni  | Despoina Tsesmetsidou    | Varvara Fasoi            |
| 2014  | Varvara Fasoi          | Michali Tsavari Eleni    | Despoina Tsesmetsidou    |
| 2015  | Argyro Milaki          | Varvara Fasoi            | Michali Tsavari Eleni    |
| 2016  | Varvara Fasoi          | Michali Tsavari Eleni    | Maria Theoxari           |
| 2017  | Argyro Milaki          | Varvara Fasoi            | Anna Maria Zogli         |
| 2018  | Argyro Milaki          | Varvara Fasoi            | Konstantina Sintzaniki   |
| 2019  | Argyro Milaki          | Varvara Fasoi            | Anna Maria Zogli         |
| 2020  |                        |                          |                          |
| 2021  | Varvara Fasoi          | Sofia Liodaki            | Eirini Maria Karousou    |
| 2022  | Varvara Fasoi          | Aikaterini Eleftheriadou | Argyro Milaki            |
| 2023  |                        |                          |                          |
| 2024  | Argyro Milaki          | Eirini Papadimitrioy     | Varvara Fasoi            |
| 2025  | Argyro Milaki          |                          |                          |

Multi-titrées
- 6 : Anastasía Pastourmátzi
- 6 : Argyro Milaki
- 4 : Anastasía Pastourmátzi, Elissávet Chantzí, Varvara Fasoi
- 3 : Stavroúla Liápi, Elefthería Ellinikáki

### Podiums du contre-la-montre
| Année | Vainqueur              | Deuxième               | Troisième              |
| ----- | ---------------------- | ---------------------- | ---------------------- |
| 2000  | Anastasia Pastourmatzi | Eleftheria Ellinikaki  | Lisa-Christina Panagou |
| 2001  | Chalime Giourbouz      | Eleni Diakaki          | Stavroula Ioannidou    |
| 2002  | Chalime Giourbouz      | Marina Paragiou        | Anastasia Pastourmatzi |
| 2003  | Anastasia Pastourmatzi | Marina Paragiou        | Eleftheria Ellinikaki  |
| 2005  | Anastasia Pastourmatzi | Elissavet Chantzi      | Chalime Giourbouz      |
| 2006  | Elissavet Chantzi      | Anastasia Pastourmatzi |                        |
| 2007  | Elissavet Chantzi      | Anastasia Pastourmatzi |                        |
| 2008  | Elissavet Chantzi      | Anastasia Pastourmatzi |                        |
| 2009  | Elissavet Chantzi      | Athina Chatzistyli     |                        |
| 2010  | Elissavet Chantzi      | Michali Tsavari Eleni  |                        |
| 2011  | Elissavet Chantzi      | Eleftheria Kandylaki   | Loukia Loukopoulos     |
| 2012  | Elissavet Chantzi      | Christina Printezi     |                        |
| 2013  | Michali Tsavari Eleni  | Anna Maria Zogli       |                        |
| 2014  | Athina Chatzistyli     | Michali Tsavari Eleni  | Varvara Fasoi          |
| 2015  | Varvara Fasoi          | Michali Tsavari Eleni  | Aggeliki Arkoudi Vafea |
| 2016  | Michali Tsavari Eleni  | Varvara Fasoi          | Konstantina Sintzanaki |
| 2017  | Michali Tsavari Eleni  | Varvara Fasoi          | Anna Maria Zogli       |
| 2018  | Varvara Fasoi          | Argyro Milaki          | Michali Tsavari Eleni  |
| 2019  | Michali Tsavari Eleni  | Argyro Milaki          | Anna Maria Zogli       |
| 2020  |                        |                        |                        |
| 2021  | Michali Tsavari Eleni  | Argyro Milaki          | Athina Chatzistyli     |
| 2022  | Argyro Milaki          | Varvara Fasoi          | Eleftheria Giachou     |
| 2023  |                        |                        |                        |
| 2024  | Varvara Fasoi          | Argyro Milaki          | Georgia Rompotou       |
| 2025  | Varvara Fasoi          |                        |                        |

Multi-titrées
- 7 : Elissávet Chantzí
- 5 : Anastasía Pastourmátzi, Eléni Micháli Tsavarí
- 4 : Varvara Fasoi
- 2 : Argyro Milaki

## Espoirs Hommes

### Podiums de la course en ligne
| Année | Vainqueur             | Deuxième              | Troisième              |
| ----- | --------------------- | --------------------- | ---------------------- |
| 2001  | Mínas Malátos         | Ioánnis Tamourídis    | Evángelos Skarákis     |
| 2002  | Ioánnis Tamourídis    | Geórgios Mathioulákis | Geórgios Nínos         |
| 2003  | Geórgios Nínos        | Aléxandros Mavrídis   | Geórgios Téntsos       |
| 2004  | Nikólaos Kaloudákis   | Manólis Karimpídis    | Theódoros Límpas       |
| 2014  | Stylianós Farantákis  | Ioánnis Spanópoulos   | Aléxandros Vrochídis   |
| 2019  | Emiliáno Víla         | Miltiádis Giannoútsos | Geórgios Stravakákis   |
| 2020  | Dimítrios Christákos  | Ioánnis Kyriakídis    | Nikólaos Tsápas        |
| 2021  | Panagiótis Karatsivís | Nikólaos Drákos       | Geórgios Kaloniátis    |
| 2022  | Andréas Katópis       | Evángelos Sarrís      | Ioánnis Davariás       |
| 2023  | Nikifóros Arvanítou   | Nikólaos Drákos       | Ioánnis Davariás       |
| 2024  | Nikifóros Arvanítou   | Nikólaos Drákos       | Dionýsios Doúzas       |
| 2025  | Nikifóros Arvanítou   | Nikólaos Mánthos      | Konstantínos Berdémpes |

Multi-titrés
- 3 : Nikifóros Arvanítou

### Podiums du contre-la-montre
| Année | Vainqueur                       | Deuxième                        | Troisième                       |
| ----- | ------------------------------- | ------------------------------- | ------------------------------- |
| 2001  | Ioánnis Tamourídis              |                                 |                                 |
| 2002  | Ioánnis Tamourídis              | Ioánnis Tsakourídis             | Geórgios Nínos                  |
| 2003  | Geórgios Nínos                  | Ioánnis Tsakourídis             | Geórgios Petalás                |
| 2004  | Theódoros Límpas                | Nikólaos Kavvadías              | Vasíleios Sventzoúris           |
| 2005  | Panagiótis Potsákis             | Sotíris Exarchópoulos           | Chrístos Delidimitríou          |
| 2006  | Chrístos Delidimitríou          | Pétros Marítsis                 | Periklís Ilías                  |
| 2007  | Ioánnis Maravelákis             | Panagiótis Potsákis             | Chrístos Delidimitríou          |
| 2008  | Neófytos Sakellarídis-Mángouras | Dimítris Polydorópoulos         | Polychrónis Tzortzákis          |
| 2009  | Neófytos Sakellarídis-Mángouras | Polychrónis Tzortzákis          | Dimítris Polydorópoulos         |
| 2010  | Polychrónis Tzortzákis          | Dimítris Polydorópoulos         | Neófytos Sakellarídis-Mángouras |
| 2011  | Polychrónis Tzortzákis          | Neófytos Sakellarídis-Mángouras | Athanásios Amoutziás            |
| 2012  | Aléxandros Papaderós            | Ioánnis Spanópoulos             | Nikólaos Ioannídis              |
| 2013  | Ioánnis Spanópoulos             | Michális Kortsidákis            | Dimítrios Antoniádis            |
| 2019  | Geórgios Stravakákis            | Miltiádis Giannoútsos           | Ioánnis Kyriakídis              |
| 2020  | Dimítrios Christákos            | Panagiótis Karatsivís           | Evángelos Sarrís                |
| 2021  | Dimítrios Christákos            | Panagiótis Karatsivís           | Nikólaos Drákos                 |
| 2022  | Evángelos Sarrís                | Nikólaos Drákos                 | Geórgios Pneumatikós            |
| 2023  | Nikólaos Drákos                 | Nikifóros Arvanítou             | Ioánnis Varótsos                |
| 2024  | Nikólaos Drákos                 | Nikifóros Arvanítou             | Ioánnis Varótsos                |
| 2025  | Konstantínos Berdémpes          | Nikólaos Mánthos                | Nikifóros Arvanítou             |

Multi-titrés
- 2 : Ioánnis Tamourídis, Polychrónis Tzortzákis, Neófytos Sakellarídis-Mángouras, Dimítrios Christákos, Nikólaos Drákos

## Juniors Hommes

### Podiums de la course en ligne
| Année     | Vainqueur                 | Deuxième               | Troisième                |
| --------- | ------------------------- | ---------------------- | ------------------------ |
| 1981      | Nikólaos Paschalídis      | Themistoklís Stefánou  |                          |
| 1982      | Résultats inconnus        | Résultats inconnus     | Résultats inconnus       |
| 1983      | Geórgios Pagoúnas         |                        |                          |
| 1984      | Elefthérios Torákis       |                        |                          |
| 1985      | Dimítris Chíos            |                        |                          |
| 1986      | Résultats inconnus        | Résultats inconnus     | Résultats inconnus       |
| 1987      | Dimítris Chíos            | Andréas Salpadímos     | Emmanouíl Mentákis       |
| 1988      | Antónis Protópappas       |                        |                          |
| 1989      | Vassilis Christoú         |                        |                          |
| 1990      | Résultats inconnus        | Résultats inconnus     | Résultats inconnus       |
| 1991      | Panagiótis Tsipídis       |                        |                          |
| 1992      | Antónis Fílos             |                        |                          |
| 1993-1994 | Résultats inconnus        | Résultats inconnus     | Résultats inconnus       |
| 1995      | Dimítrios Gkalioúris      | Dimítrios Gratsánis    | Stylianós Ellinikákis    |
| 1996      | Résultats inconnus        | Résultats inconnus     | Résultats inconnus       |
| 1997      | Ioánnis Tamourídis        | Manólis Agrimákis      | Vasileios Vouzalás       |
| 1998      | Ioánnis Tamourídis        | Geórgios Mathioulákis  | Panagiótis Bakogiánnis   |
| 1999      | Geórgios Mathioulákis     | Ioánnis Metochiannákis | Evángelos Skarákis       |
| 2000      | Geórgios Téntsos          | Vasílis Kourbétis      |                          |
| 2001-2002 | Résultats inconnus        | Résultats inconnus     | Résultats inconnus       |
| 2003      | Grigóris Melíssis         | Geórgios Tzortzákis    | Periklís Ilías           |
| 2004      | Panagiótis Potsákis       | Periklís Ilías         | Fótis Antonarákis        |
| 2005      | Dimítris Kourbétis        | Fótis Antonarákis      | Fótis Moschotélis        |
| 2006      | Manólis Baïlákis          | Polychrónis Tzortzákis | Dimítrios Papaderos      |
| 2007      | Polychrónis Tzortzákis    | Geórgios Boúglas       | Geórgios Láfis           |
| 2008      | Aléxandros Kokovíkas      | Pétros Gkazónis        | Geórgios Karátzios       |
| 2009      | Panagiótis Chiónis        | Athanásios Amoutziás   | Panagiótis Chatzákis     |
| 2010      | Panagiótis Chatzákis      | Panagiótis Vláchos     | Ioánnis Spanópoulos      |
| 2011      | Ioánnis Spanópoulos       | Konstantínos Karanásis | Panagiótis Sifákis       |
| 2012      | Evángelos Doxarás         | Vasíleios Cheretákis   | Stylianós Farantákis     |
| 2013      | Ioánnis Kakavelákis       | Stylianós Farantákis   | Márkos Doúgalis          |
| 2014      | Mários Sartzetákis        | Nikólaos Zegklis       | Konstantínos Papastáthis |
| 2015      | Emiliáno Víla             | Dimítrios Korintzélis  | Ioánnis Kyriakdís        |
| 2016-2018 | Résultats inconnus        | Résultats inconnus     | Résultats inconnus       |
| 2019      | Panagiótis Karatsivís     | Ioánnis Davariás       | Martínos Moútsios        |
| 2020      | Nikifóros Arvanítou       | Ioánnis Varótsos       | Dimítrios Katsímpouras   |
| 2021      | Nikifóros Arvanítou       | Nikólaos Papagiannákis | Dimítrios Katsímpouras   |
| 2022      | Michaíl Savvákis          | Pétros Panagákos       | Dimítrios Athanasíou     |
| 2023      | Aléxandros Polyderópoulos | Geórgios Aragiánnis    | Ioánnis Chiótis          |
| 2024      | Nikólaos Mánthos          | Mýron Kontaxís         | Efstrátios Manolídis     |
| 2025      | Geórgios Koúsis           | Theofánis Kyrítsis     | Nikólaos Georgousákis    |

Multi-titrés
- 2 : Nikifóros Arvanítou, Ioánnis Tamourídis, Dimítris Chíos

### Podiums du contre-la-montre
| Année     | Vainqueur                  | Deuxième                         | Troisième                   |
| --------- | -------------------------- | -------------------------------- | --------------------------- |
| 1997      | Ioánnis Tamourídis         | Thanásis Pitsókos                | Thomás Tsionákas            |
| 1998      | Ioánnis Tamourídis         | Davíd Meriános                   | Geórgios Mathioulákis       |
| 1999      | Résultats inconnus         | Résultats inconnus               | Résultats inconnus          |
| 2000      | Geórgios Petalás           | Geórgios Téntsos                 |                             |
| 2001      | Vasílis Kourbetis          |                                  |                             |
| 2002      | Résultats inconnus         | Résultats inconnus               | Résultats inconnus          |
| 2003      | Elefthérios Nikoláou       |                                  |                             |
| 2004      | Panagiótis Potsákis        | Antónis Deligiánnis              | Sokrátis Grigoriádis        |
| 2005      | Elefthérios Papadimitrákis | Fótis Moschotélis                | Triantáfyllos Triantafýllou |
| 2006      | Ioánnis Maravelákis        | Dimítrios Papaderós              | Polychrónis Tzortzákis      |
| 2007      | Konstantínos Mygiákis      | Polychrónis Tzortzákis           | Dimítris Polydorópoulos     |
| 2008      | Stávros Kalogiannídis      | Konstantínos Efstathíou          | Geórgios Karátzios          |
| 2009      | Athanásios Amoutziás       | Dimítris Chaïdemenákis           | Panagiótis Chiónis          |
| 2010      | Panagiótis Vláchos         | Ioánnis Spanópoulos              | Panagiótis Chatzákis        |
| 2011      | Ioánnis Spanópoulos        | Nikólaos Ioannídis               | Panagiótis Sifákis          |
| 2012      | Stylianós Farantákis       | Ioánnis Kakavelákis              | Michális Kortsidákis        |
| 2013      | Stylianós Farantákis       | Christópoulos Panagiótis         | Ioánnis Kakavelákis         |
| 2014      | Zísis Soúlios              | Nikólaos Zegklis                 | Stéfanos Vasilantonákis     |
| 2015      | Geórgios Stavrakákis       | Ioánnis Panigyrákis              | Stéfanos Vasilantonákis     |
| 2016-2018 | Résultats inconnus         | Résultats inconnus               | Résultats inconnus          |
| 2019      | Evángelos Sarrís           | Ilías-Panagiótis Sakellarópoulos | Panagiótis Karatsivís       |
| 2020      | Nikifóros Arvanítou        | Ioánnis Varótsos                 | Dimítrios Katsímpouras      |
| 2021      | Geórgios Pnevmaticós       | Ioánnis Davariás                 | Nikifóros Arvanítou         |
| 2022      | Pétros Panagákos           | Athanásios Maloúsis              | Dimítrios Athanasíou        |
| 2023      | Konstantínos Berdempes     | Efstrátios Manolídis             | Aléxandros Polyderópoulos   |
| 2024      | Efstrátios Manolídis       | Konstantínos Berntémpes          | Elefthérios Apostolópoulos  |
| 2025      | Elefthérios Apostolópoulos | Nikólaos Georgousákis            | Antónios Grigoriádis        |

Multi-titrés
- 2 : Stylianós Farantákis, Ioánnis Tamourídis